# Otto Güntter

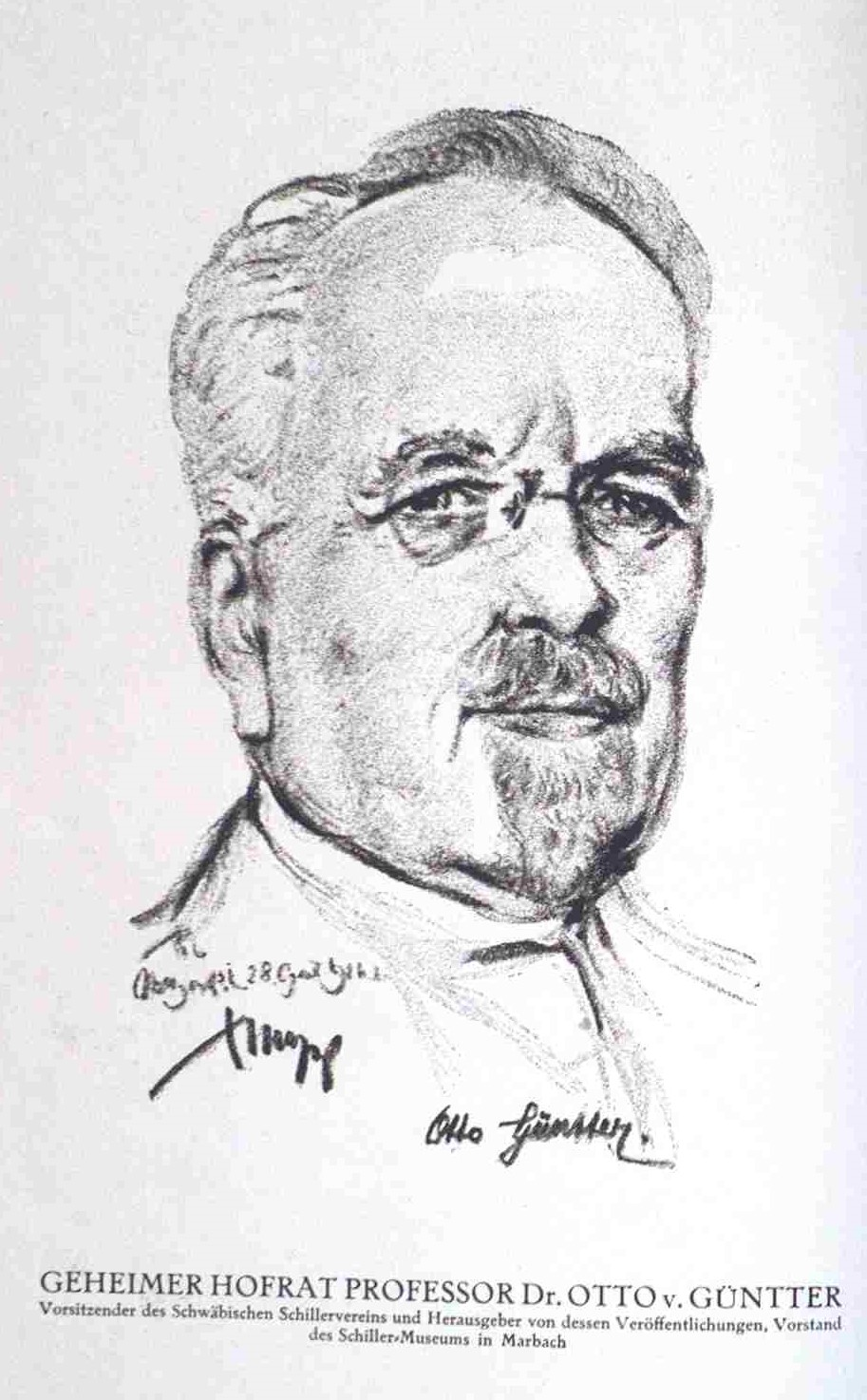
Emil Stumpp Otto Güntter (1926)

Otto Güntter (* 30. Oktober 1858 in Stuttgart; † 30. März 1949 in Marbach am Neckar) war ein deutscher Germanist und Direktor des Schiller-Nationalmuseums.

## Leben
Otto Güntter war der Sohn von Karl Friedrich Güntter (1827–1873) und Mathilde Kidaisch (1833–1899). Er studierte, beeinflusst von Friedrich Theodor Vischer, in Tübingen Philosophie, Germanistik und neuere Philologie und beendete seine Ausbildung durch einen mehrjährigen Studienaufenthalt in Frankreich und England. Beeindruckt von den Ausstellungen des British Museums und der National Portrait Gallery im South Kensington Museum, veranstaltete er 1890 anlässlich des 4. Deutschen Neuphilologen-Tages in Stuttgart eine große Ausstellung von Handschriften, Bildnissen und Drucken schwäbischer Dichter. Diese fand weite Beachtung und gab die erste Anregung zur Gründung des Schillermuseums in Marbach am Neckar (Träger: Schwäbischer Schillerverein). 1904, ein Jahr nach der Eröffnung, wurde Güntter dessen Leitung übertragen. Im Dienst dieser Aufgabe, der zuliebe er auf sein Amt als Oberrealschulprofessor und auf seinen Lehrauftrag an der Technischen Hochschule Stuttgart verzichtete, gelang ihm in dreieinhalb Jahrzehnten der Auf- und Ausbau des Museums zu einem schwäbischen Dichtermuseum und zugleich zu einem Archiv und einer Bibliothek für schwäbische Literatur (seit 1922 Schiller-Nationalmuseum). Fest verwurzelt in heimatlicher Tradition und persönlich befreundet mit vielen schwäbischen Dichtern, hat es Güntter verstanden, zahlreiche Nachlässe, bedeutsame Manuskripte und Korrespondenzen, Bildnisse und Bücher für die Marbacher Sammlung zu gewinnen und sie durch Ausstellungen wie Veröffentlichungen weiten Kreisen zu erschließen. In seinem Buch Mein Lebenswerk, im Alter von fast 90 Jahren geschrieben, schildert er die Geschichte des Museums und gibt einen Überblick über die Erwerbungen und Stiftungen von 1904 bis 1939 und über den Gesamtbestand an Handschriften und Bildnissen. (1955 wurde innerhalb des Schiller-Nationalmuseums das Deutsche Literaturarchiv gegründet.) – In seinen wissenschaftlichen Arbeiten beschäftigte sich Güntter vornehmlich mit Schiller und der schwäbischen Dichtung. Viele Erstveröffentlichungen und die rege Förderung von Forschungen zur schwäbischen Literatur sind ihm zu danken.
Güntter war seit 1877 Mitglied und später Alter Herr der Verbindung Normannia Tübingen, seit 1934 Burschenschaft Normannia Tübingen.

## Auszeichnungen
- 1904–19 Geschäftsführender, dann bis 1939 1. Vorsitzender des Schwäbischen Schillervereins
- Große Medaille für Kunst und Wissenschaft (1905)
- Dr. phil. honoris causa (Tübingen 1909)
- Goethe-Medaille für Kunst und Wissenschaft (1934)
- Goldene Goethe-Medaille (1948)
- Ehrensenator (TH Stuttgart 1948)
- Ehrenmitglied des Schwäbischen Heimatbunds (1949)[3]

## Werke (Auswahl)

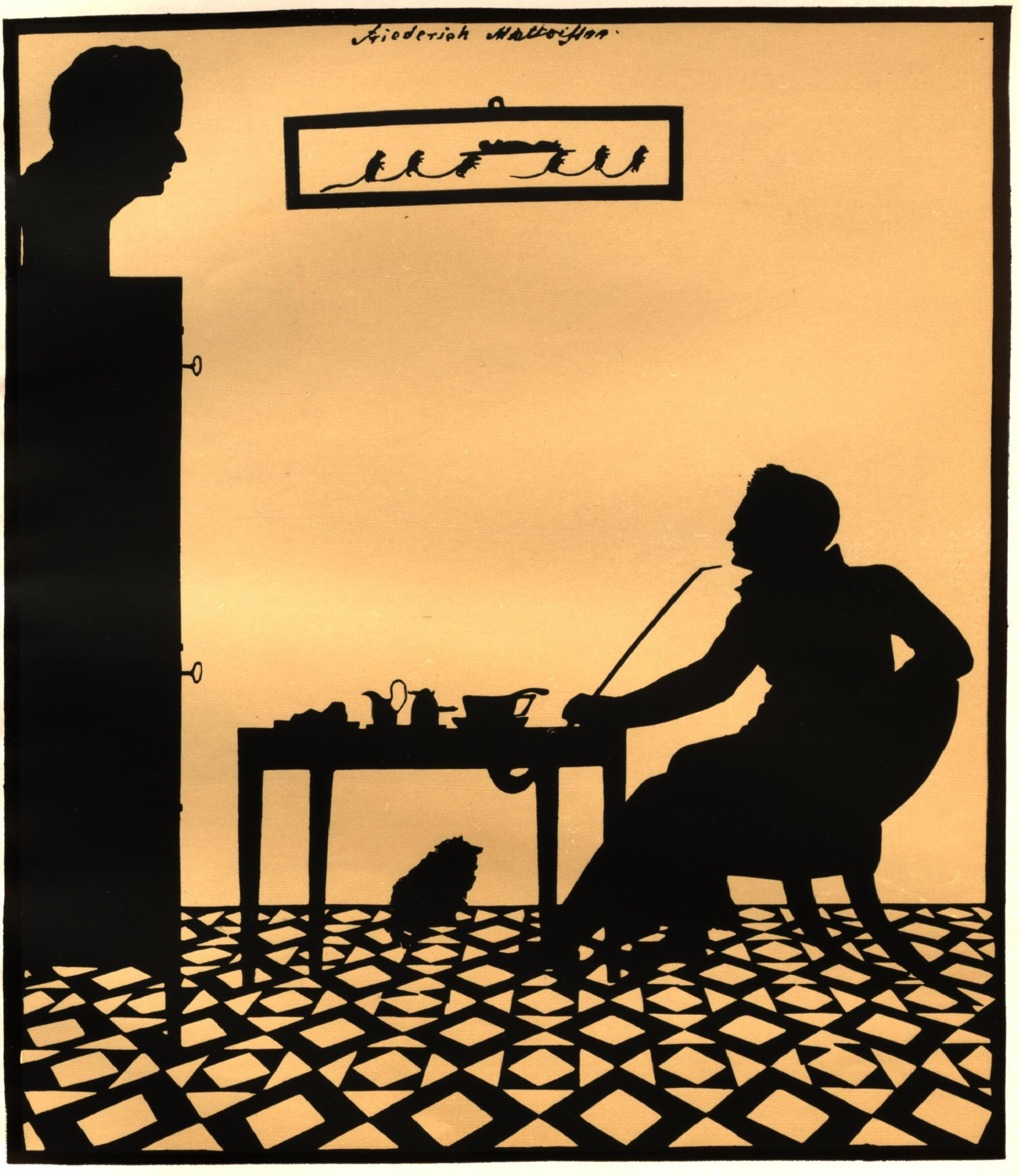
Luise Duttenhofer: Friedrich von Matthisson vor der Büste Schillers, schwarzer Scherenschnitt, Jahr unbekannt.

- Lessings Philotas und die Poesie des Siebenjährigen Krieges, Stuttgart: Göschen 1890 (Sammlung Göschen; 21).
- Das Schillermuseum in Marbach, Stuttgart 1906.
- Hermann Kurz. In: Schwäbisches Heimatbuch (1913), S. 21–37.
- Friedrich Schiller, Sein Leben und seine Dichtungen, Leipzig: Weber 1925.
- Schiller in der Karlsschule, Berlin: Volksverband d. Bücherfreunde, Wegweiser-Verl. 1925 (Liebhaberdruck / Volksverband der Bücherfreunde; 6).
- Die Bildnisse Hölderlins, Stuttgart: Cotta 1928 (Veröffentlichungen des Schwäbischen Schillervereins; 12).
- Mörike als Zeichner, Stuttgart u. a.: Cotta 1930 (Veröffentlichungen des Schwäbischen Schillervereins; 13).
- Die Scherenschnitte von Luise von Breitschwert zu Mörikes Stuttgarter Hutzelmännlein, Stuttgart: Cotta 1932 (Veröffentlichungen des Schwäbischen Schillervereins; 14).
- Das Schiller-Nationalmuseum in Marbach, Stuttgart: Cotta 1935 (Veröffentlichungen des Schwäbischen Schillervereins; 15).
- Aus klassischer Zeit, Scherenschnitte von Luise Duttenhofer, Stuttgart: Cotta 1937 (Veröffentlichungen des Schwäbischen Schillervereins; 16).
- Mein Lebenswerk, Stuttgart: Klett 1948 (Veröffentlichungen der Deutschen Schillergesellschaft; 17).

Als Herausgeber:
- Veröffentlichungen des Schwäbischen Schillervereins, 1905–38:

- Schillers Gedichte und Dramen, Stuttgart; Marbach: Verlag des Schwäbischen Schillervereins 1909.
- Schillers sämtliche Werke: historisch-kritische Ausgabe in zwanzig Bänden, Leipzig: Hesse 1910–1911.
- Hausbuch schwäbischer Erzähler, Stuttgart; Marbach: Verlag des Schwäbischen Schillervereins 1911

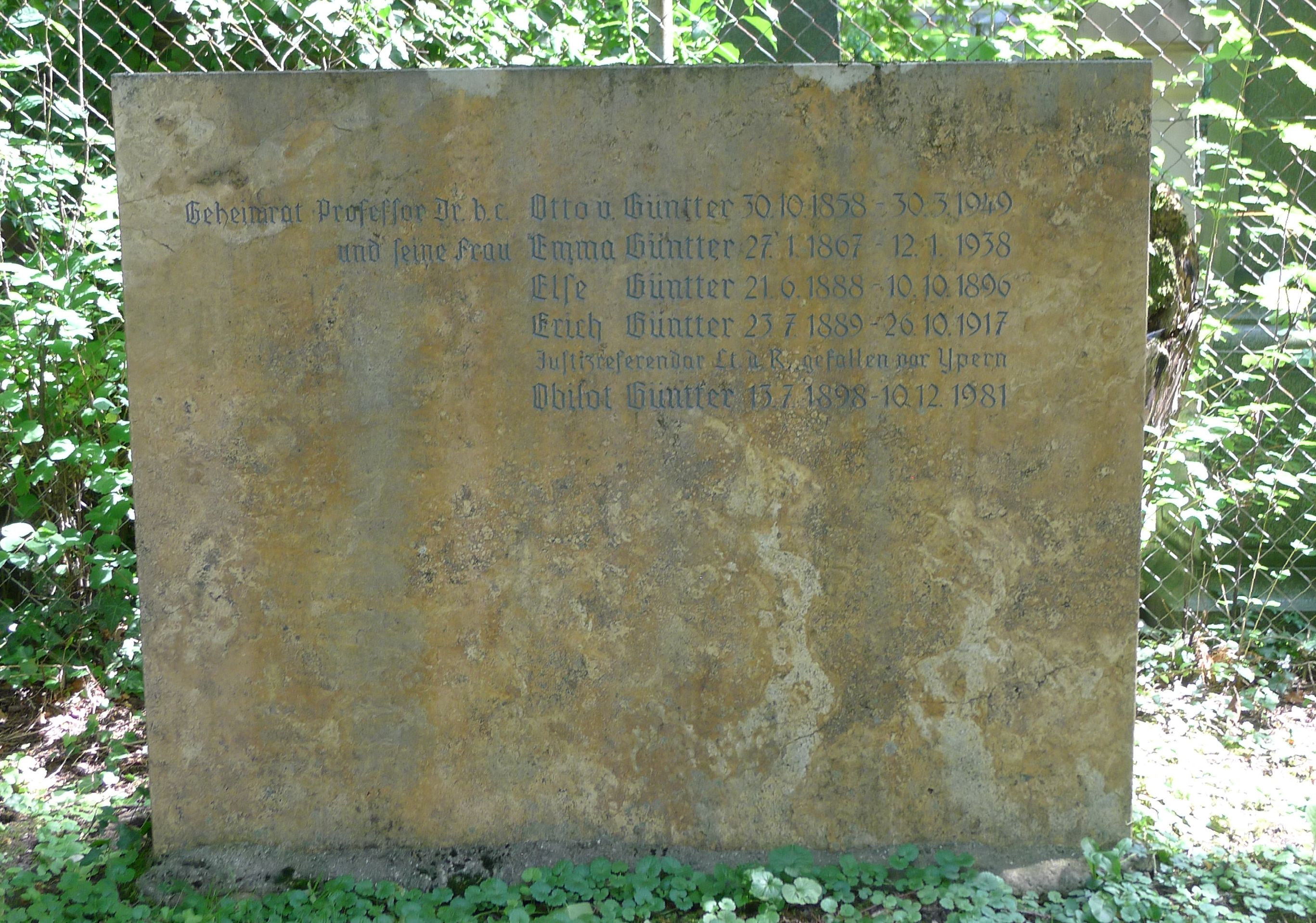
Grabstein von Otto v. Güntter

- Grabstein von Otto v. GüntterHaus- und Feldbuch schwäbischer Erzähler, Stuttgart: Grüninger, [1916].
- Gesammelte Dichtungen Christian Wagners, Stuttgart: Strecker und Schröder 1918.

## Porträts
- Bronzebüste von Jakob Wilhelm Fehrle, 1938 (Marbach am Neckar, Schiller-Nationalmuseum)